# Neil Armstrong
Neil Alden Armstrong, född 5 augusti 1930 i Wapakoneta i Ohio, död 25 augusti 2012 i Cincinnati i Ohio, var en amerikansk testpilot och astronaut. Han deltog i uppdragen Gemini 8 och Apollo 11 och är främst känd för att vara den första människan som satte sin fot på månen.

## Familjeliv
Armstrong gifte sig 28 januari 1956 med Janet Elizabeth Shearon. De fick tre barn: Eric, Karen och Mark. Karen dog 28 januari 1962 i lunginflammation efter att ha drabbats av en svårartad tumör i hjärnstammen. Armstrong skilde sig 1994 från sin hustru, varefter han gifte om sig med Carol Knight.

## Karriär

### Studier
Armstrong började studera flygteknik vid Purdue University 1947. Hans studieavgifter betalades av Holloway Planen som var ett program för utbildning av reservofficerare till USA:s flotta. Programmet innebar två år studier vid ett civilt college följt av tre års tjänstgöring i flottan och två år avslutande studier. Han tog en Bachelor of Science-examen i flygteknik 1955. Han fick dock göra ett avbrott i studierna för att tjänstgöra i Koreakriget. Han tog sedan en Master of Science-examen inom samma fält vid University of Southern California år 1970.

### Militär karriär

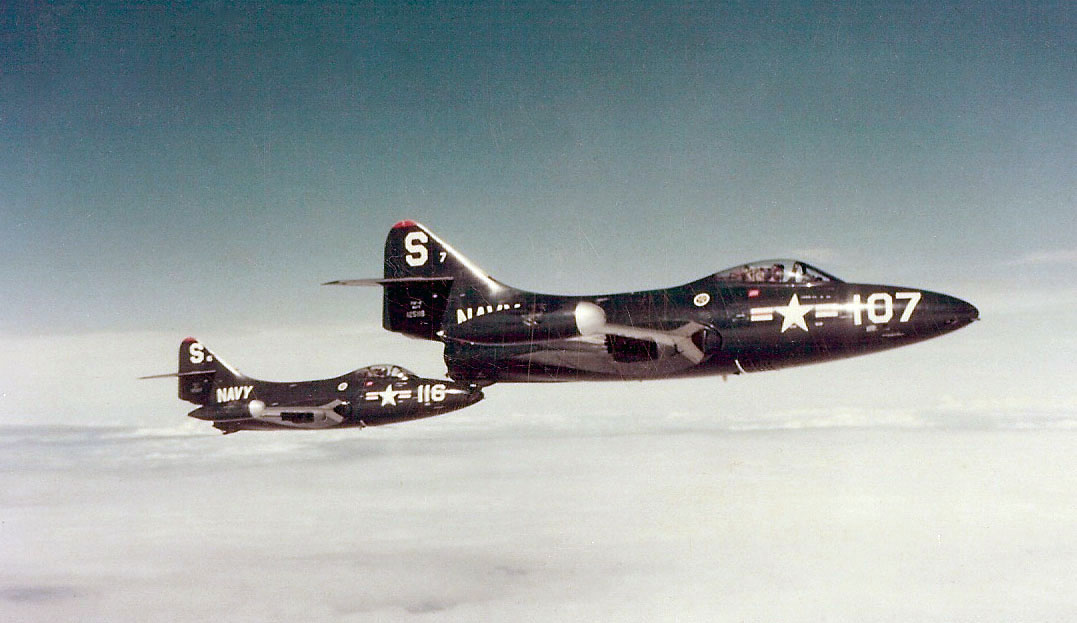
Två F9F-2B Panther från VF-51 över Korea, planet med nummer 116 flygs av Neil Armstrong.

Armstrong inkallades för sin tjänstgöring i flottan den 26 januari 1949 vid Naval Air Station Pensacola för att först genomföra 18 månaders flygutbildning. Utbildningen innefattade bland annat hangarfartygslandningar på USS Cabot och USS Wright, den 16 augusti 1950 godkändes han som marinflygare. Efter en kortare postering vid Fleet Aircraft Service Squadron 7 på Naval Air Station San Diego, överfördes han till divisionen VF-51 som var utrustade med jetplan. Den 5 januari 1951 gjorde han sin första flygning i ett jetplan, av typen F9F-2B Panther som han skulle fortsätta att flyga under resten av sin tjänstgöring. I juni gjorde han sin första hangarfartygslandning med jetplan på USS Essex och befordrades i samband med det från Midshipman till Ensign. I slutet av månaden så avseglade Essex med VF-51 mot Korea. Den 29 augusti 1951 flög Armstrong sitt första stridsuppdrag under Koreakriget, totalt kom han att flyga 78 flyguppdrag över Korea med en total flygtid på 121 timmar. Han lämnade aktiv tjänst i flottan den 23 augusti 1952 och övergick till United States Navy Reserve där han kvarstod till 21 oktober 1960.
Efter sin examen vid Purdue sökte Amstrong en anställning som testpilot hos NACA:s försökstation Dryden Flight Research Center på Edwards Air Force Base. Då de inte hade någon ledig tjänst så vidarebefordrades hans ansökan till Lewis Flight Propulsion Laboratory i Ohio där han fick anställning i mars 1955. Efter en kort tid i Ohio fick han förflyttning till sin önskade tjänst på Edwards Air Force Base i juli 1955. Efter att NACA hade omvandlats till NASA 1958 fortsatte han sitt arbete som testpilot hos NASA, där han bland annat testade raketplanet X-15 i hastigheter upp mot 6 400 km/h. Mellan 1960 och 1962 deltog han i det senare nedlagda glidflygplansprojektet Dyna-Soar.

### Rymdflygarkarriär
Den 25 juni 1958 blev Armstrong, tillsammans med åtta andra piloter, utvald att delta i amerikanska flottans projekt Man in space Soonest som var ett program för att så snabbt som möjligt skicka upp en människa i rymden. Projektet lades ner 1 oktober 1958 när Nasa bildades och skulle administrera alla USA:s bemannade rymdflygningar.
Den 17 september 1962 blev Armstrong som en av nio nya astronauter uttagen i Nasa:s astronautkår, specifikt till astronautgrupp 2.
Armstrong undgick döden med liten marginal när LLRV, en träningsmaskin som skulle simulera månlandaren, kraschade 6 maj 1968. 
Armstrong lämnade Nasa 1 augusti 1970. 1971–1979 undervisade han i teknik vid University of Cincinnati. Han tjänstgjorde 1986 i den kommission som undersökte Challengerolyckan.

## Rymdfärdsuppdrag

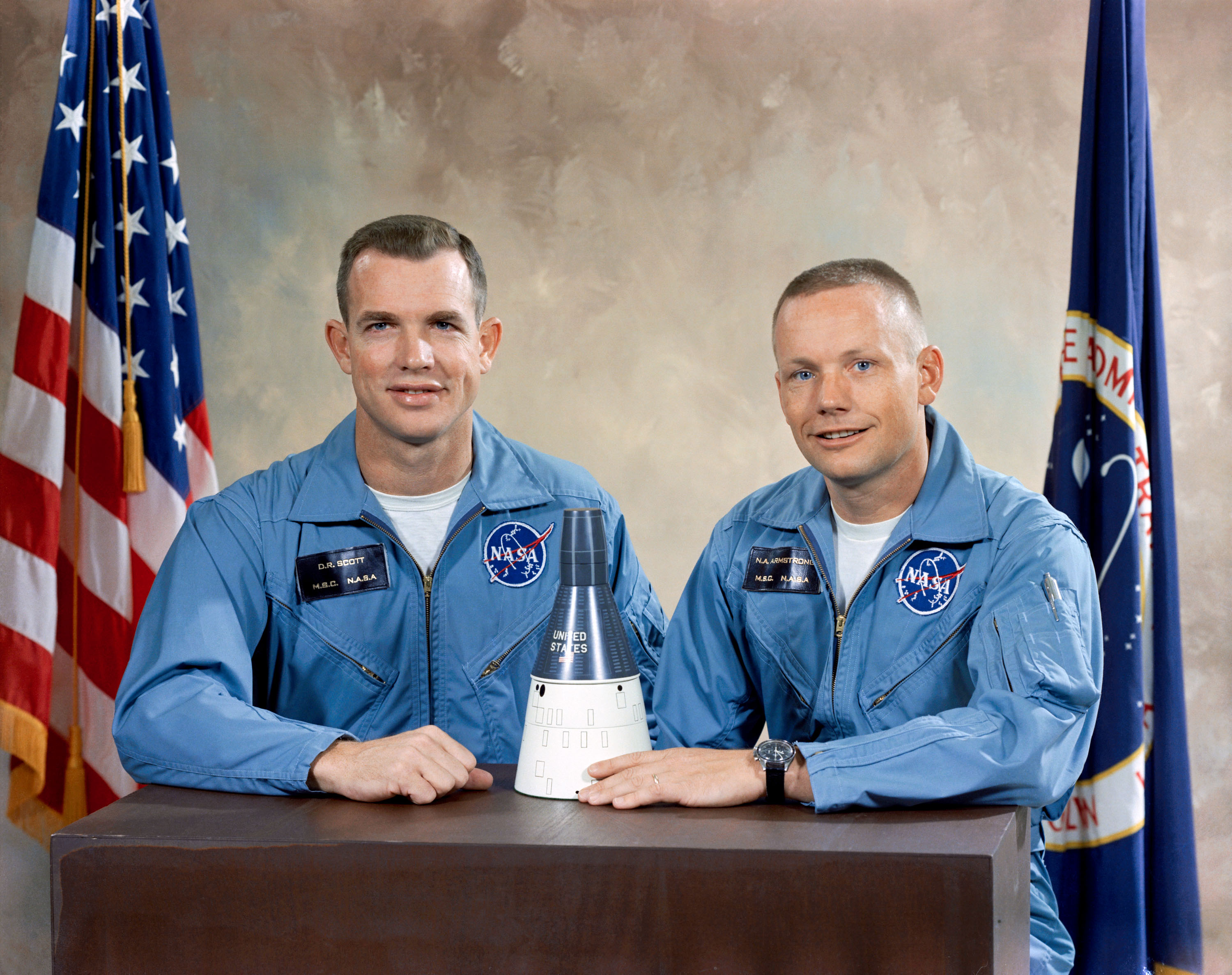
David Scott och Neil Armstrong.

Armstrong genomförde två rymdflygningsuppdrag under sin tid som astronaut för Nasa samt ingick i reservbesättningen till tre uppdrag.

### Gemini 8
År 1966 var Armstrong befälhavare för uppdraget Gemini 8, som lyckades med den första dockningen mellan två rymdfarkoster. Han blev dock tvungen att avbryta strax efter dockningen på grund av ett fel på en styrraket, som satte farkosten i en farlig rotation.

### Apollo 11

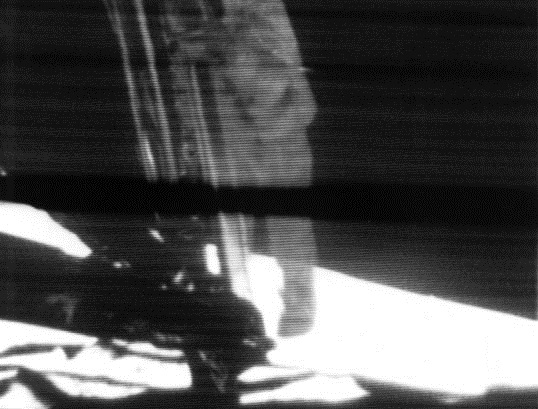
Armstrong tar första steget på månen.

År 1969 hade Armstrong befälet över Apollo 11, det första bemannade uppdraget att landa och gå på månen. Den förprogrammerade landningsplatsen visade sig vara en krater med en diameter motsvarande en fotbollsplan som var full med stora klippblock varför Armstrong kopplade ur autopiloten och styrde farkosten manuellt, till en bättre landningsplats utanför kratern och satte därefter ned månlandaren Eagle ("Örnen"). När Örnen tog mark hade man genom den oplanerade förlängda landningsfasen, ytterst lite raketbränsle kvar. I Houston var det helt tyst under denna kritiska fas då man trodde att Örnen skulle kraschlanda. I kommunikationen mellan Houston och Örnen är det enda som sägs från Houston, "60 seconds", vilket avsåg återstående tiden innan bränslet skulle vara slut vilket skulle ha lett till en total katastrof för den första månlandningen. När Armstrong meddelade att "The Eagle has landed.." utbröt ett stort jubel i kontrollrummet i Houston. Den vånda man genomgått i kontrollrummet i Houston under den manuella landningen uttrycktes som "you got a bunch of guys about to turn blue. We're breathing again!"- Översatt: "Ni har ett gäng killar här som höll på att bli blåa i ansiktet (av att hålla andan). Vi andas igen!". 
Efter att ha landat på månen klockan 20:17:39 UTC den 20 juli 1969, steg Neil Armstrong den 21 juli 1969 klockan 02:56 UTC som första människa ner på månens yta med orden: "That's one small step for man, one giant leap for mankind" ("Det är ett litet steg för människan, ett jättekliv för mänskligheten"). Nitton minuter senare stod även kollegan Edwin "Buzz" Aldrin på månen.

### Reserv
- Vid Gemini 5-uppdraget blev Armstrong utsedd till reservbesättning tillsammans med Elliott M. See.
- Vid Gemini 11-uppdraget var Armstrong utsedd till reservbesättning tillsammans med William Anders.
- Vid Apollo 8-uppdraget var Armstrong utsedd till reservbesättning tillsammans med Buzz Aldrin och Fred W. Haise.

Neil Armstrong och Michael Collins dekorerad av den brasilianska regeringen, 1969.

## Död
Armstrong genomgick 7 augusti 2012 en hjärtoperation och avled 25 augusti samma år av komplikationer från operationen. Han blev 82 år gammal. Den 14 september spreds hans aska ut över Atlanten från robotkryssaren USS Philippine Sea (CG-58).

## Eftermäle
Det finns en liten krater på månen nära Apollo 11:s landningsplats som bär Armstrongs namn.
Asteroiden 6469 Armstrong är uppkallad efter honom.